# Киперунда
Киперу̀нда (на гръцки: Κυπερούντα) е село в Кипър, окръг Лимасол. Според статистическата служба на Република Кипър през 2001 г. селото има 1497 жители.